# ロマ一体性の10年
ロマ一体性の10年（―いったいせいのじゅうねん，英語：Decade of Roma Inclusion）は、中央及び東南ヨーロッパの8つの国により、領域内全体での少数集団ロマ（ジプシー）の社会経済的地位の改善と社会的統合を目指して唱道された提案である。提案は、2005年より2015年にかけて、「ロマ一体性の10年」計画を遂行するとして、2005年に開始された。この提案はまた、ロマの人々の生活を積極的に向上させるための、ヨーロッパ最初の多国間プロジェクトを代表する。
参加各国、ブルガリア、クロアチア、チェコ共和国、ハンガリー、マケドニア共和国、ルーマニア、セルビア・モンテネグロ、スロバキア共和国は、「ロマ一体性の10年」について、それぞれ役割を分担することになる。これらの国には、多数のロマの人々が居住しており、少数派のロマの集団は、経済的、社会的、両面において、著しく不利な立場に置かれてきた。
2005年に、上述の諸国は、ロマの人々と、そうでない人々のあいだに存在する社会福祉と生活条件の間の格差を埋めるための計画に着手した。それはまた、多くのロマが長年置かれてきた貧困と社会的排除との悪循環の解消を目指すものである。